# Byronosaurus jaffei
Il byronosauro (Byronosaurus jaffei) era un piccolo dinosauro carnivoro vissuto nel 
Cretaceo superiore in Mongolia.

## Una camera d'aria nel cranio
I primi resti di questo dinosauro, lungo 1,5 m e appartenente ai troodontidi, sono stati scoperti nel 1993 presso Ukhaa Tolgod, nel deserto del Gobi; tre anni dopo un secondo esemplare è stato rinvenuto a distanza di pochi chilometri. Questi due ritrovamenti includono i crani, che mostrano chiaramente un tipo di dentatura abbastanza diversa da quella degli altri troodontidi: anziché avere il margine seghettato, i denti sono molto simili ad aghi e forse servivano per catturare piccoli uccelli, lucertole e mammiferi. Nello specifico, i denti di questo animale assomigliano molto a quelli dell'uccello primitivo Archaeopteryx. Uno dei due crani ritrovati, lungo 23 centimetri, è il più completo mai trovato appartenente a un troodontide e sembrerebbe possedere una sorta di camera dove l'aria poteva entrare dalle narici prima di passare attraverso la bocca; anche questa è una caratteristica che si riscontra negli uccelli.

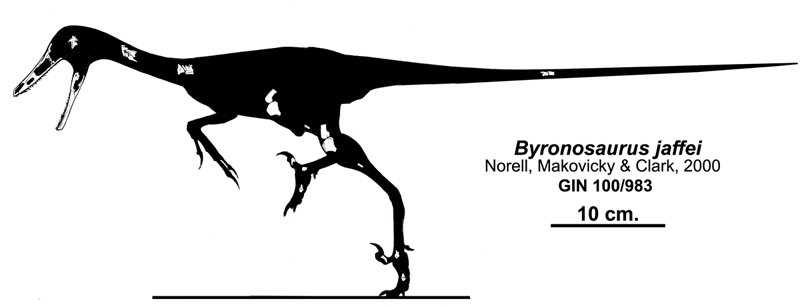
Ricostruzione dello scheletro di Byronosaurus jaffei

Scheletri appartenuti a due giovani Byronosaurus sono stati trovati all'interno di un probabile nido di Oviraptor, il che potrebbe significare che furono preda di quest'ultimo o che praticassero il parassitismo di cova, come gli attuali cuculi, ma questo comportamento, ovviamente, non può essere provato.